# Стрыйская епархия УГКЦ
Стрыйская епархия (лат. Eparchia Striensis, укр. Стрийська єпархія) — епархия Католической церкви в составе Львовской архиепархии-митрополии Украинской греко-католической церкви на Украине. В настоящее время епархией управляет епископ Тарас Сенькив.
Клир епархии включает 220 священников (206 епархиальных и 14 монашествующих священников), 4 диакона, 60 монахов, 15 монахинь.
Адрес епархии: Украина, Львовская область, Стрый, улица Тараса Шевченко, 80.

## Территория
В юрисдикцию епархии входит 345 приходов в районах на востоке Львовской области Украины. Все приходы входят в состав 16 деканатов: Стрыйского, Добрянского, Любинецкого, Дашавского, Моршинского, Николаевского, Новороздольского, Городокского, Комарновского, Жидачевского, Журавновского, Ходоровского, Новострилищанского, Бибрского, Перемышлянского и Уневского.
Кафедра епископа находится в городе Стрый в церкви Успения Пресвятой Богородицы.

## История
Современные административно-территориальные округа Стрыйской епархии имеют историческое прошлое. Нынешняя часть Николаевского, Городокского и Стрыйского районов принадлежала Перемышльско-Самборской епархии. Другая (большая) часть современного Николаевского, Городокского, Стрыйского, Жидачёвского и Перемышлянского районов относилась к Львовской архиепархии. Незначительная часть приходов Перемишлянщины принадлежали к Станиславской епархии.
После включения западных областей Украины в состав СССР в 1940-x годах, часть Перемишильско-Самборской епархии с кафедрой в Перемышле оказалась на территории Польской Народной Республики, а другая её часть с городом Самбор вошла в состав Украинской ССР.
В 1946 году на территории Дрогобычской области была образована Дрогобычско-Самборская епархия.
С 1989 года, после восстановлений структур Украинской греко-католической церкви на Украине Стрыйский, Жидачевский, Николаевский, Городокский и Перемышлянский районы Львовской области вошли в состав Львовской архиепархии УГКЦ.
Решением Синода епископов Украинской греко-католической церкви от 16-21 июля 2000 года была образована Стрыйская епархия УГКЦ на части территории Львовской архиепархии УГКЦ. Это решение было утверждено декретом (Прот. № Р 2000/840) кардинала Любомира Гузара, главы Украинской греко-католической церкви.
12 октября 2000 года Папа Иоанн Павел II дал своё благословение на основание Стрыйской епархии.
29 августа 2005 года епархия вошла в состав Киевской митрополии.
В связи с тяжелым физическим состоянием епископа Юлиана Гбура, 20 января 2010 года Папа Бенедикт XVI принял руководство епархией. Несмотря на то, что подобное действие при таких обстоятельствах предусмотрено каноническим правом, это очень редкий случай в истории Римско-католической церкви.
21 ноября 2011 года Стрыйская епархия снова вошла в состав Львовской митрополии.

## Ординарии епархии
- епископ Юлиан Гбур (21.07.2000 — 20.01.2010)
  - Sede Vacante (2010—2014)
- епископ Тарас Сенькив (с 2 апреля 2014 года)

### Епископы-помощники
- Тарас (Сенькив) 20 июля 2008 по 23 мая 2014[2]
- Богдан (Манишин) 24 травня 2014[3]

## Статистика
На конец 2009 года из 422 000 человек, проживающих на территории епархии, католиками являлись 382 000 человек, что соответствует 90,5 % от общего числа населения епархии.
| год  | население | население | население | священники | священники        | священники         | священники                           | постоянные диаконы | монахи  | монахи  | приходы |
| год  | католики  | всего     | %         | всего      | белое духовенство | черное духовенство | число католиков на одного священника | постоянные диаконы | мужчины | женщины | приходы |
| ---- | --------- | --------- | --------- | ---------- | ----------------- | ------------------ | ------------------------------------ | ------------------ | ------- | ------- | ------- |
| 2000 | 235.562   | 475.900   | 49,5      | 214        | 185               | 29                 | 1.100                                |                    | 29      |         | 363     |
| 2001 | 320.000   | 420.000   | 76,2      | 190        | 183               | 7                  | 1.684                                |                    | 7       | 73      | 327     |
| 2002 | 320.000   | 420.000   | 76,2      | 196        | 186               | 10                 | 1.632                                |                    | 11      | 15      | 341     |
| 2003 | 319.043   | 420.000   | 76,0      | 202        | 195               | 7                  | 1.579                                | 1                  | 7       | 2       | 342     |
| 2004 | 317.220   | 420.000   | 75,5      | 215        | 208               | 7                  | 1.475                                | 1                  | 18      | 4       | 344     |
| 2009 | 382.000   | 422.000   | 90,5      | 220        | 206               | 14                 | 1.736                                | 4                  | 60      | 15      | 345     |